# All European Academies
All European Academies (ALLEA) jest Europejską Federacją Akademii Nauk. Powstała w 1994 roku i zrzesza ponad 50 Akademii Nauk i Towarzystw Naukowych z ponad 40 krajów członkowskich Rady Europy. Od maja 2018 roku Prezesem ALLEA jest Antonio Loprieno. ALLEA finansują akademie członkowskie. Pozostaje w pełni niezależna od interesów politycznych, religijnych, handlowych czy ideologicznych. Sekretariat ALLEA mieści się w siedzibie Berlińsko-Brandenburskiej Akademii Nauk i Humanistyki w Berlinie.

## Misja
Misją ALLEA jest ułatwienie współpracy między Akademiami, wspieranie doskonałości i wysokich standardów etycznych w prowadzeniu badań, promowanie autonomii nauki i badań, reprezentowanie stanowiska Akademii Europejskich wobec władz europejskich oraz przyczynianie się do poprawy warunków ramowych dla nauka i badania. Wspólnie ze swoimi akademiami członkowskimi ALLEA jest w stanie zająć się pełnym zakresem problemów strukturalnych i politycznych stojących przed Europą w zakresie nauki, badań i innowacji. Kieruje się przy tym wspólnym rozumieniem Europy nie tylko jako wspólnotą historyczną, społeczną i politycznymi, ale również naukową i ekonomiczną.

## Akademie członkowskie
Akademie członkowskie ALLEA funkcjonują jako towarzystwa naukowe, think tanki lub organizacje prowadzące badania. Akademie są samorządnymi wspólnotami liderów badań naukowych ze wszystkich dziedzin nauk przyrodniczych, społecznych i humanistycznych. Dlatego ALLEA ma na celu zapenienie dostępu do zasobów doskonałości intelektualnej, doświadczenia i wiedzy fachowej. Ponadto jej integracyjna struktura członkostwa obejmuje akademie zarówno z Unii Europejskiej (UE), jak i z państw członkowskich spoza UE w Europie.

### Lista akademii członkowskich
- Akademia Nauk Albanii
- Armeńska Akademia Nauk
- Austriacka Akademia Nauk
- Narodowa Akademia Nauk Białorusi
- Królewska Akademia Nauk, Literatury i Sztuki Belgii
- Académie royale de langue et de littérature françaises de Belgique(inne języki)
- Królewska Akademia Języka i Literatury Holenderskiej
- Belgijska Królewska Flamandzka Akademia Nauki i Sztuki
- Akademia Nauk i Sztuki Bośni i Hercegowiny
- Bułgarska Akademia Nauk
- Chorwacka Akademia Nauki i Sztuki
- Akademia Nauk Republiki Czeskiej
- Towarzystwo Naukowe Republiki Czeskiej
- Królewska Duńska Akademia Nauk i Literatury
- Estońska Akademia Nauk
- Rada Akademii Fińskich(inne języki)
- Gruzińska Narodowa Akademia Nauk
- Niemiecka Narodowa Akademia Nauk Leopoldina
- Związek Niemieckich Akademii Nauk i Nauk Humanistycznych
- Akademia Ateńska
- Węgierska Akademia Nauk
- Królewska Akademia Irlandzka
- Izraelska Akademia Nauk i Nauk Humanistycznych
- Accademia Nazionale dei Lincei
- Istituto Veneto di Scienze, Lettere ed Arti(inne języki)
- Accademia delle Scienze di Torino(inne języki)
- Akademia Nauk i Sztuk Kosowa
- Łotewska Akademia Nauk
- Litewska Akademia Nauk
- Akademia Nauk Mołdawii
- Czarnogórska Akademia Nauk i Sztuk
- Królewska Holenderska Akademia Sztuki i Nauki
- Akademia Nauk i Sztuk Republiki Macedonii Północnej
- Norweska Akademia Nauk i Literatury
- Królewskie Norweskie Towarzystwo Nauk i Literatury
- Polskiej Akademii Nauk
- Polskiej Akademii Umiejętności
- Akademia Nauk w Lizbonie
- Akademia Rumuńska
- Rosyjska Akademia Nauk (członek stowarzyszony)
- Serbska Akademia Nauk i Sztuk
- Słowacka Akademia Nauk
- Słoweńska Akademia Nauk i Sztuk
- Hiszpańska Królewska Akademia Nauk
- Królewska Akademia Nauk i Sztuk w Barcelonie(inne języki)
- Instytut Studiów Katalońskich
- Królewska Szwedzka Akademia Literatury, Historii i Starożytności
- Królewska Szwedzka Akademia Nauk
- Szwajcarskie Akademie Sztuki i Nauki
- Turecka Akademia Nauk
- Towarzystwo Akademii Nauk Turcji
- Narodowa Akademia Nauk Ukrainy
- Akademia Brytyjska
- Towarzystwo Naukowe Walii
- Towarzystwo Królewskie
- Towarzystwo Królewskie w Edynburgu
- Cypryjska Akademia Nauk, Literatury i Sztuki

## Grupy robocze
Zasadniczą pracę naukową ALLEA wykonują jej grupy robocze. Grupy Robocze ALLEA stanowią ciała doradcze zajmujące się konkretnymi zagadnieniami oraz udzielającymi porad i wskazówek w sprawach związanych z nauką, zarządzaniem nauką oraz polityką naukową na poziomie europejskim. Zakres ich działalności może się różnić – od doradzania decydentom i opinii publicznej po tworzenie memorandów, oświadczeń, stanowisk lub raportów publikowanych pod auspicjami ALLEA.

## SAPEA
Wspólnie z czterema innymi europejskimi sieciami akademickimi ALLEA stanowi część finansowanego przez UE projektu SAPEA (Science Advice for Policy by European Academies), który ma połączyć wiedzę i doświadczenie stypendystów z ponad 100 akademii z całej Europy. SAPEA zapewnia Komisji Europejskiej i społeczeństwu europejskiemu interdyscyplinarne, niezależne i oparte na dowodach poradnictwo naukowe w kwestiach politycznych w kontekście Mechanizmu Doradztwa Naukowego (Scientific Advice Mechanism) Komisji Europejskiej.